# フォレストシティ (ノースカロライナ州)
フォレストシティ (Forrest City) は、旧名をバーント・チムニー (Burnt Chimney) という、アメリカ合衆国ノースカロライナ州ラザフォード郡の町。2020年国勢調査における人口は、7,377人で、ラザフォード郡内では最も人口規模の大きい基礎自治体となっている。

## 歴史
アレキサンダー・マニュファクチャリング・カンパニー・ミル・ビレッジ歴史地区、クール・スプリング高等学校、イースト・メイン・ストリート歴史地区、フォレストシティ・バプテスト教会、ジェームズ・デクスター・レッドベター・ハウス、メイン・ストリート歴史地区、ウェスト・メイン・ストリート歴史地区は、いずれもアメリカ合衆国国家歴史登録財に登録されている。フォレストシティ・リンチ事件は、1900年に当地で発生した事件である。

## 地理
フォレストシティは、国道221A号線と、国道74号線が、合流するところに位置している。合流した広い道は、4車線のブールバールとなって、市街地の歴史地区を貫いている。フォレストシティの西側には、スピンデールの町が隣接しており、北東側には、ボスティックの町が隣接している。
アメリカ合衆国国勢調査局によれば、この町の総面積は 8.2平方マイル (21 km2) で、そのうち 8.2平方マイル (21 km2) が陸地、0.04-平方マイル (0.10 km2) (0.24%) が水域である。
1999年には、それまで独立した町であったアレキサンダー・ミルが、合併によってフォレストシティの一部となった。

## 人口

### 2020年国勢調査
| 人種                                          | 人数  | 百分比 |
| --------------------------------------------- | ----- | ------ |
| 白人（ヒスパニック以外）                      | 4,444 | 60.24% |
| 黒人/アフリカ系アメリカ人（ヒスパニック以外） | 1,539 | 20.86% |
| ネイティブ・アメリカン                        | 17    | 0.23%  |
| アジア系                                      | 83    | 1.13%  |
| 太平洋諸島民                                  | 6     | 0.08%  |
| その他の人種/混血                             | 447   | 6.06%  |
| ヒスパニック/ラティーノ                       | 841   | 11.4%  |

2020年アメリカ合衆国国勢調査では、人口 7,377人、3,128世帯、1,582家族がこの町に居住していた。

## 行政

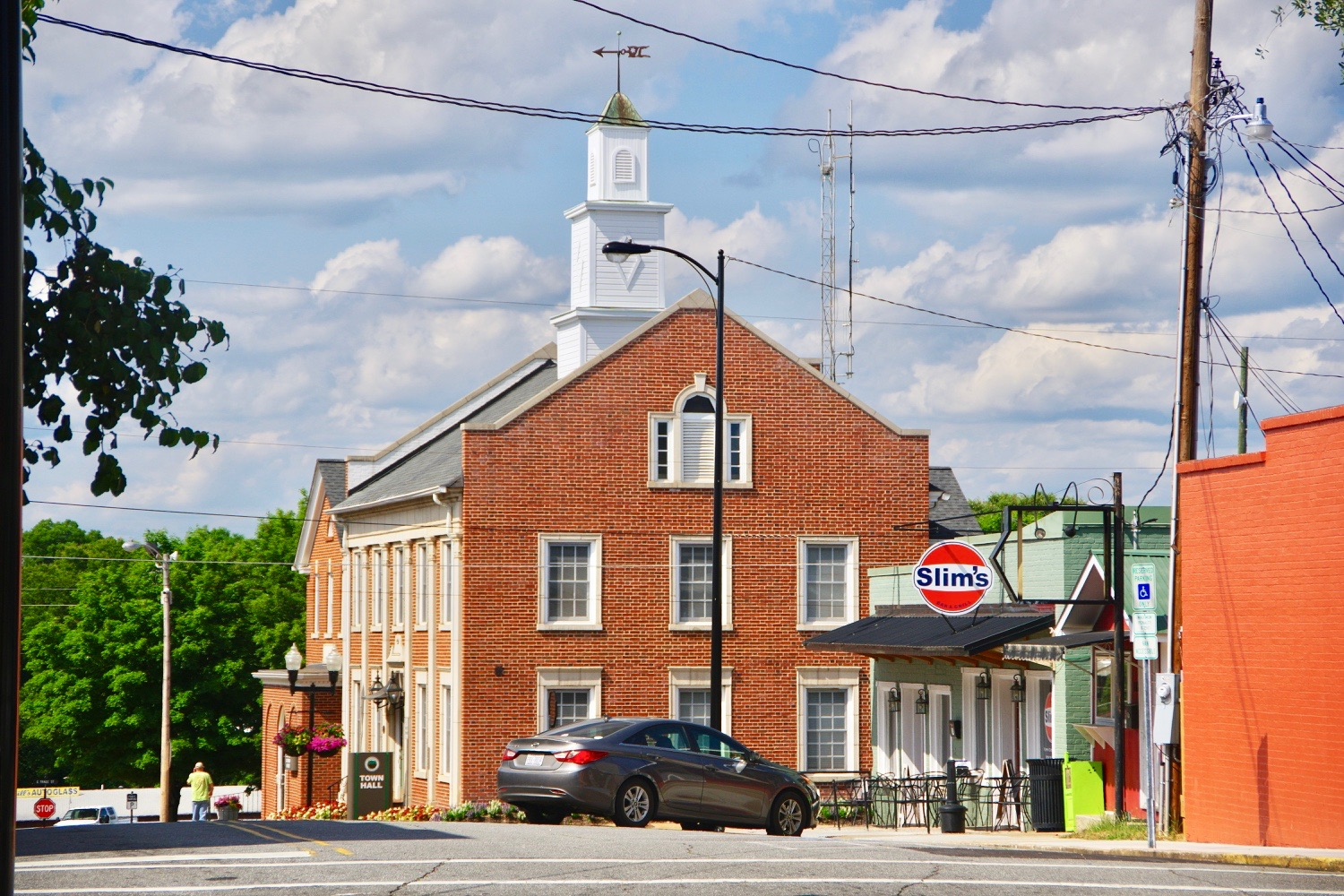
タウンホール

フォレストシティの町 (the Town of Forest City)は、町長 (mayor) と行政委員会 (board of commissioners) によって統治されている。町の行政委員会 (the Town Board of Commissioners)は、町長と4人の行政委員から成っている。1929年当時の町長だったチャールズ・Z・フラック (Charles Z. Flack) は、初代のシティホール（町庁舎）を建設し、メイン・ストリートにクリスマスの電飾の飾り付けをする伝統を始めたことで知られている。

## アトラクション
フォレストシティには、ラザフォード郡農場博物館 (the Rutherford County Farm Museum)、ベネット・クラシカル自動車博物館 (the Bennett Classical Auto Museum)、カロライナ・アーケード博物館 (the Carolina Arcade Museum) など、博物館が数か所ある。
フォレストシティには、アマチュア野球の大学夏季野球リーグのひとつであるコースタル・プレーン・リーグ (CPL) に参加している野球クラブフォレストシティ・アウルズがある。アウルズは、フォレストシティの野球場であるマクネア・フィールドを本拠地とし、2009年には51勝9敗という記録を残してCPLで優勝し、2010年にも全米の大学夏季野球でランキングの首位に立った。

## 教育
この地域の学校区はラザフォード郡学校区であり、その拠点はフォレストシティに置かれている。

## 高等教育
フォレストシティに隣接する町であるスピンデールには、アイソサーマル・コミュニティ・カレッジがある。授業料は単位数によって異なり、 $131.00 から $1,281.00 となっている。このカレッジには、ラザフォード郡とポーク郡の住民を対象とした奨学金制度 (the Lee L. Powers Service Scholarship) があり、また州内出身者用学費 (in-state tuition) が適用されるため、カレッジで学ぶのに必要な経費はすべて賄えるようになっている。

## 経済
2010年、フォレストシティは、4.5億ドルが投じられる Facebook の新たなデータセンターの建設地に選定された。
2019年には、市街地整備の一環として、パーク・スクエア (Park Square) にフォレストシティ・パビリオン (Forest City Pavilion) が建設された。この場所の設計はオダム・エンジニアリング (Odom Engineering, PLLC) が担当した。これは、観光客を誘致し、一帯の住宅の価値を高めることを目指して、町がおこなった何百万ドルもかかる計画であった。
全長 13.36マイル (21.50 km) に及ぶ、自転車と歩行者のための遊歩道であるサーマル・ベルト・レール・トレイル (the Thermal Belt Rail Trail) 計画は、一部が開通し、町の経済発展に役立っている。
ラザフォード郡商工会議所 (the Rutherford County Chamber of Commerce) とラザフォード郡経済開発局 (Rutherford County Economic Development) は協力し、COVID-19 の拡大によって生じたパンデミックへの対応として、小規模事業者への緊急支援補助金を提供した。この資金は、1社あたり最大で $2,500 が提供された。

## 著名な住民
- ウッディ・アバーナシー  –  元MLB投手。[20]
- クリスティン・A・フランクリン（英語版）  –  統計教育家。[21]
- トッド・コフィー  –  元MLB投手。[22]
- ジョン・マクファデン（英語版）  –  元NASCARドライバー。[23]
- ロブ・グレイ（英語版）  –  プロ・バスケットボール選手。[24]
- ヴェンソン・ハミルトン（英語版）  –  プロ・バスケットボール選手。[25]
- ボブ・マクネア（英語版）  –  実業家、慈善家、スポーツ・エグゼキュティブ。[26]
- ウィリアム/チバス・ボスティック・シニア（英語版）  –  外科医、研究者。[27]